# Dorcadion abakumovii
Dorcadion abakumovii es una especie de escarabajo longicornio de la subfamilia Lamiinae. Fue descrita científicamente por Thomson en 1865.
Se distribuye por Kazajistán. Mide 14,5-21,8 milímetros de longitud. El período de vuelo ocurre en los meses de abril y mayo.